# Victoria (nombre)
Victoria es un nombre de pila de mujer. Derivado de la diosa romana Victoria, es frecuente en numerosos idiomas europeos.

## Variantes
- Catalán-Valenciano: Victòria (derivados diminutivos y patronímicos: Victoriana y Victorina).
- Euskera-Albanés-Finés-Sueco: "Viktoria".
- Gallego: "Vitoria".
- Portugués: "Vitória".
- Bosnio-Letón-Lituano-Croata-Esloveno: "Viktorija".
- Italiano: "Vittoria".
- Polaco: "Wiktoria".
- Checo: "Viktorie".

- Hipocorísticos: Vícky", "Tori, "Toya".

## Personajes célebres

### Monarquía
- La reina Victoria I de Inglaterra y emperatriz de la India.
- Victoria Eugenia de Battenberg, Reina consorte de España. Esposa del rey Alfonso XIII. Abuela del rey Juan Carlos y bisabuela del rey Felipe.
- Victoria de Suecia, princesa y heredera al trono de Suecia.
- Victoria de Baden, hija del káiser Guillermo I de Alemania.
- Victoria de Marichalar, hija de la infanta Elena y nieta del rey Juan Carlos.

### Literatura
- Victoria Ocampo, escritora argentina, nacida en 1890.

### Música
- Victoria Beckham, cantante y diseñadora de modas británica.

Victoria De Angelis, bajista y compositora italiana, miembro de la banda Måneskin.

### Voleibolista
- Victoria Santamaría, nacida en 2011

- Datos: Q590893
- Multimedia: Victoria (given name) / Q590893